# Дришти
Дри́шти (алб. Drishti) — деревня в Албании. Относится к муниципалитету Шкодер в области Шкодер. Расположена к востоку от города Шкодер, на берегу реки Кири, к северо-востоку от моста Меси.

## История
Одно из древнейших поселений на территории Албании.
Император Михаил VIII Палеолог утверждал, что город Дришти основан потомками императора Исаака II Ангела (1156—1204).
В Средние века назывался Дривасто (Дривост). В XII веке город имел греческое население.
В начале 1242 года Каттаро, Дривасто и Свач разграбили монголы из корпуса Кадана, истребляя жителей.
При зетском господаре Георгии II Страцимировиче Балшиче (1385—1403) Скутари (Скадар), Дривасто и другие города, а также острова Скадарского озера были проданы Венецианской республике. При венецианцах городом управлял подеста из числа венецианских нобилей, который избирался на два года. В начале 1409 года зетский господарь Балша III напал на Скутари и Дривасто. К устью Бояны была отправлена венецианская эскадра. В начале июня в Венеции узнали, что Балша III занял Дривасто. В начале 1421 года Балша III скончался и венецианцы снова получили Дривасто, Улцинь и Бар. На наследие Балши заявил права Стефан Лазаревич и силой взял Дривасто, Улцинь и Бар. В начале лета 1423 года под Скутари появился Георгий Бранкович, племянник Стефана Лазаревича с 8 тысячами всадников и 13 августа в лагере Георгия Бранковича был подписан мирный договор, по которому сербскому деспоту отходили Дривасто, Бар и Будва с солеварнями.
В 1440 году герцогом Дривасто был Андрей Ангел. Марин Барлети в сочинении «Об осаде Шкодера» сообщает, что в первых числах сентября 1477 года город Дривасто заняли турки, именно в то время когда султан Мехмед II осаждал Скутари.
На высоте 308 м к северо-востоку от деревни находятся развалины одноимённой крепости.